# Мијат Радовић
Мијат Радовић (село Братач код Невесиња 29. септембар 1825 — Мостар 29. септембар 1901) био је сердар српске војске приликом побуне у Босни и Херцеговини 1848/9. Такође, био је и коџобаша у Невесињу и Мостару, односно православни члан меџлиса, установе у којима су биле заступљене све три вероисповести у Босни.

## Биографија
Радовићеви преци живели су у Кучима у племену Дрскаловићи, због сукоба са Турцима селе се у Рађане близу Никшића, а потом и у Невесиње. Радовићи, Даковићи на Грахову и Булајићи у Кривошијама припадају истом племену из кога је и војвода Марко Миљанов.
Мијат се родио на Михољдан по чему су му родитељи, Цветко и Томка, дали име. Познато је да је имао и брата Тодора, који је умро 1855. године. Непосредно после Тодорове смрти умире и Цветко. Осим Тодора имао је браћу Петра, Риста и сесру Јелку (удату Шиљеговић).
У то време у Херцеговини једина српска школа налазила се у Мостару, због чека је Мијатов отац основао једну Братачу. Мијат је био међу првим ђацима ове школе, учитељ му је био Трифко Перин. Школа је радила све до годину дана пред устанак (Невесињска пушка) када се премешта у касабу невесињску. По завршетку школе Мијату је отац отворио трговину у Залому, тада је имао шеснаест година.

## Прилике у Босни и Херцеговини
Како су по целој Европи буктали устанци 1848. године, ни Босна и Херцеговина није била изузетак. Херцеговином је у то време управљао Али-паша Ризванбеговић, док је у Османском царству султан био Абдулмеџид I, чији је отац Махмуд II био зачетник модернизације царства и увођења реформи, које ће остати упамћене као Танзимат или танзиматске реформе. Абдулмеџид је такође био поборник реформи и одмах по ступању на власт кренуо је са њиховим спровођењем. Босански беговат се већ дуго одупирао царским реформама, од којих им је најтеже падала одредба да служе у царској војсци. Због отпора султан је послао војску под командом Омер-паше Латаса, који ће јако брзо стићи до Сарајева.
Али-Паша се и даље није предавао, већ је позвао херцеговачке кнезове, међу којима је био и Мијатов отац, да окупе људе и одведу их његовом каваз-баши. Кнезови на ово нису пристајали већ су се одупирали Али-паши, забележено је да је Мијат у том тренутку писао писма херцеговачким кнезовима који нису знали како да се понашају у овој ситуацији. Мијатов отац је са још седамнаест кнезова кренуо Омер-паши у Сарајево, а пред војском су оствили Мијата са Дукицом Граховцем. У исто време кренула је и устаничка војска против кавазбаше, која је убрзо и однела победу, а Али-паша је био ухваћен. Омер-паша је дошао у Мостар где је већ био Мијат са са још десет кнежева из Невесиња.
Тад пројахаше ови кнезови у сјајном оружју испред Караџизбегове џамије, куд је до тада хришћанин смео само пешке проћи.

## Мијат као коџобаша
Омер-паша Латас је кренуо са увођењем царских реформи услед којих је успоставио и институцију меџлиса, у којима су биле заступљене све три вероисповести, православна, католичка и исламска. У сваком срезу је постојао по један меџлис, а у Мостару меџлиз-идаре, који је био главни за цео санџак. Меџлиз-идаре је била највећа политичка и судска власт за целу тадашњу Херцеговину. Када су се доносиле битне одлуке позивали су се и владика и бискуп.
Заступнике меџлиса за православце, односно коџобаше, бирале су црквене општине и кнезови, које је пак бирао народ. Мијата су за ову службу прво изабрали у Невесињу, где је служио две године, а потом се, 1852. године, преселио у Мостар где је отворио своју трговину. По смрти мостарског коџобаше Мијата је народ изабрао за новог коџобашу.
Мијат је потврђиван за коџобашу од стране народа све до пред устанак 1875. године, када Турци, због ситуације која је владала у земљи, више нису хтели да потврде његов избор.
…зато је њега увек једногласно народ бирао, јер је знао, да је његова кућа отворена слабу и потиштену; шта више њему су се обраћали и Муслимани, које је какав чиновник гонио.